# Condado de Montalvo
El condado de Montalvo es un título nobiliario español concedido el 28 de abril de 1636 a Juan de Castro y Castilla, militar español, gentilhombre de boca de Su Majestad, corregidor de Madrid, regidor perpetuo y alcalde de Burgos, consejero de Guerra y Hacienda, caballero de la Orden de Santiago.
El primer titular era señor del lugar de Montalvo, en Aldeatejada (Salamanca) y luego señor de Montalvo en el Camero Viejo, en La Rioja.

## Condes de Montalvo
|                                  | Titular                                      | Periodo              |
| Creado por Felipe IV             | Creado por Felipe IV                         | Creado por Felipe IV |
| -------------------------------- | -------------------------------------------- | -------------------- |
| I                                | Juan de Castro y Castilla                    |                      |
| II                               | Antonio Ordóñez de Castro                    |                      |
| III                              | José Ordóñez de Castro                       |                      |
| IV                               | Juan Antonio Vázquez de Coronado y del Peso  |                      |
| V                                | Antonio Vázquez de Coronado y González       |                      |
| VI                               | Juan Antonio Vázquez de Coronado y Ronquillo |                      |
| VII                              | Francisca María Bejarano y del Águila        |                      |
| VIII                             | Vicente Javier de Vera y Bejarano            |                      |
| IX                               | María Teresa Vera y Nin de Zatrillas         |                      |
| X                                | Vicente Ferrer del Alcázar y Vera            |                      |
| Rehabilitación por Juan Carlos I |                                              |                      |
| XI                               | Alonso de Heredia y del Rivero               | 1982-1983            |
| XII                              | Diego de Heredia y Silva                     | 1983-2005            |
| XIII                             | Javier Fitz-James Stuart y Soto              | 2005-actual          |

## Historia de los condes de Montalvo
- Juan de Castro y Castilla (Valladolid, c. 1585-Madrid, 23 de junio de 1646), I conde de Montalvo, miembro del Consejo de Hacienda y del Consejo de Guerra y caballero de la Orden de Santiago en 1636.[3] Fue regidor de la ciudad de Burgos, procurador de esta ciudad en la Cortes de Castilla y corregidor de Madrid.[3]

Contrajo matrimonio con Francisca de Castro y Polanco de quien tuvo un hijo que murió joven. Sucedió:
- Antonio Ordóñez de Castro, II conde de Montalvo, señor de Lanzol de Torrellas, en Valencia.[4]

Casó en Madrid (San Martín) el 1 de agosto de 1663 con Isabel María Queipo de Llano y Zúñiga (1645-1699), señora de Valparaíso de Abajo, hija de Álvaro Queipo de Llano y Valdés, I conde de Toreno, y de su segunda mujer, Inés de Zúñiga Trejo y Valdés, señora de Valparaíso de Abajo. Sin sucesión. Heredó de su marido el señorío de Lanzol, que se lo legó a su sobrino Fernando Queipo de Llano y Jiménez de Arellano, III conde de Toreno.
- José Ordóñez de Castro, III conde de Montalvo.

- Juan Antonio Vázquez de Coronado y del Peso (m. 1679), IV conde de Montalvo, I marqués de Coquilla y caballero de la Orden de Santiago.[8]

Contrajo matrimonio con María González y Rodríguez de las Varillas.
- Antonio Vázquez de Coronado y González, V conde de Montalvo.

Contrajo matrimonio con Ángela Manuela Ronquillo y Briceño.
- Juan Antonio Vázquez de Coronado y Ronquillo, VI conde de Montalvo.

Contrajo matrimonio con Juana Ferrer de Próxita y Calatayud.
- Francisca María Bejarano del Águila (baut. Trujillo el 22 de mayo de 1722-11 de marzo de 1811) VII condesa de Montalvo.

Contrajo matrimonio el 10 de diciembre de 1747 con Vicente Javier Vera de Aragón y Enríquez de Navarra, VII conde y I duque de la Roca, grande de España, hijo de Vicente Javier Vera de Aragón y Ladrón de Guevara, I conde del Sacro Romano Imperio, y de María Josefa Francisca Enríquez de Navarra y del Solar.
- Vicente Javier de Vera y Bejarano (baut. Mérida 29 de octubre de 1753), VIII conde de Montalvo, X conde de Requena, IV conde del Sacro Romano Imperio.

Contrajo matrimonio en Madrid el 28 de abril de 1797 con Laura Mariana Nin de Zatrillas y Sotomayor, VI duquesa de Sotomayor, grande de España
- María Teresa Vera y Nin de Zatrillas (n. Madrid 15 de febrero de 1798-Madrid 28 de diciembre de 1855[9]) IX condesa de Montalvo, II duquesa de la Roca, grande de España, V marquesa de Coquilla, XI marquesa de Sofraga, X marquesa de Villaviciosa, XI condesa de Requena y V condesa del Sacro Romano Imperio.

Contrajo matrimonio en Madrid el 28 de abril de 1819 con Juan Gualberto del Alcázar y Venero. Sucedió su hijo en 1857:
- Vicente Ferrer del Alcázar y Vera de Aragón (Madrid 10 de febrero de 1820-Madrid 25 de julio de 1878[9]) X conde de Montalvo,[10] III duque de la Roca, grande de España, VII marqués del Valle de la Paloma, XII marqués de Sofraga, VIII marqués de Tenorio, XI marqués de Villaviciosa, XII conde de Requena, VI marqués de Coquilla, conde del Castillo, caballero de la Orden de Alcántara, coronel de Caballería, gentilhombre de Cámara de Su Majestad.

Contrajo matrimonio en Madrid el 25 de agosto de 1841 con María de la Concepción del Nero y Salamanca (n. Madrid el 8 de diciembre de 1820-1889), dama de la Orden de María Luisa, hija de Felipe del Nero y Acevedo, conde de Castroponce, conde de Torrehermosa, y de Lorenza de Salamanca y Martínez de Pisón.
Rehabilitado en 1982 por
- Alonso de Heredia y del Rivero (n. Limpias 10 de septiembre de 1898-Cabra 30 de octubre de 1983), XI conde de Montalvo, XIII marqués de Bedmar, grande de España, XI marqués de Escalona, XII marqués de Casa Fuerte, XII marqués de Prado, XIII conde de Gramedo, XIV conde de Óbedos.

Contrajo matrimonio en Córdoba el 30 de octubre de 1923 con María Isabel Albornoz y Martel (n. Córdoba el 22 de octubre de 1900-Cabra 1 de noviembre de 1989), hija de Nicolás de Albornoz y Portocarrero, y de María Casilda Martel y Arteaga.
- Diego de Heredia y Silva, XII conde de Montalvo.

Contrajo matrimonio con Silvia Sainz de la Maza y de Ybarra, hija de Leopoldo Sainz de la Maza y Falcó, X conde de Frigiliana, y de Victoria Luisa Ybarra y Allende.
- Javier Fitz-James Stuart y Soto (n. Jerez de la Frontera 7 de abril de 1966[11]), XIII conde de Montalvo.

Contrajo primer matrimonio en Londres el 12 de febrero de 1997 con Isabel Sartorius Zorraquín (n. Madrid 20 de enero de 1965) hija de Vicente Sartorius y Cabeza de Vaca, IV marqués de Mariño, y de Isabel Zorraquin.
Contrajo segundo matrimonio con María Chavarri Figueroa, hija de Tomás Chavarri del Rivero y de Matilde de Figueroa Gamboa.